# Lester Bangs
Leslie Conway "Lester" Bangs (14 de desembre de 1948 - 30 d'abril de 1982) va ser un periodista i crític musical nord-americà. Va escriure per a les revistes Creem i Rolling Stone i també va ser músic. El crític musical Jim DeRogatis el va anomenar "el crític de rock més important dels Estats Units".

## Inicis
Bangs va néixer a Escondido, Califòrnia. Era fill de Norma Belle (de soltera, Clifton) i Conway Leslie Bangs, un conductor de camió. Ambdós pares eren de Texas: el seu pare d'Enloe i la seva mare del comtat de Pecos. Norma Belle va ser una devota testimoni de Jehovà. Conway va morir en un incendi quan el seu fill era petit. Quan Bangs tenia 11 anys, es va traslladar amb la seva mare a El Cajon, també al comtat de San Diego.
Els seus primers interessos i influències van anar des de la Beat Generation (especialment William S. Burroughs) i els músics de jazz John Coltrane i Miles Davis, fins a còmics i ciència-ficció. Va conèixer a Cameron Crowe mentre tots dos contribuïen amb peces musicals a The San Diego Door, un diari <i>underground</i> de finals dels anys seixanta.

## Carrera

### RevistaRolling Stone
Bangs es va convertir en escriptor autònom de la revista Rolling Stone el 1969, després de llegir-hi un anunci demanant comentaris dels lectors. La seva primera peça acceptada va ser una crítica negativa de l'àlbum d'MC5 Kick Out the Jams, que va enviar amb una nota en la que demanava, si la revista declinava publicar la ressenya, que se li donés un motiu de la decisió.
La seva ressenya de 1970 del primer àlbum de Black Sabbath a Rolling Stone va ser mordaç, qualificant-los com a imitadors de la banda Cream:
 
Bangs va escriure sobre la mort de Janis Joplin el 1970 per una sobredosi de drogues: "No és només que aquest tipus de mort prematura s'hagi convertit en un fet de la vida que s'ha tornat inquietant, sinó que s'ha acceptat com a inevitable tan ràpidament.”
El 1973, Jann Wenner va acomiadar Bangs de Rolling Stone per "faltar el respecte als músics" després d'una crítica especialment dura del grup Canned Heat.

### RevistaCreem
Bangs va començar a treballar com a autònom per a Creem, una revista amb seu a Detroit, el 1970. El 1971, va escriure-hi un article llarg sobre Alice Cooper, i poc després es va traslladar a Detroit. Va ser nomenat editor de Creem el 1971. Bangs es va enamorar de Detroit, anomenant-la "l'única esperança del rock", i va romandre-hi cinc anys.
Durant la dècada de 1970, Bangs i alguns altres escriptors de Creem van començar a utilitzar el terme punk rock per designar el gènere de les bandes de garatge dels anys seixanta i els grups més contemporanis, com ara MC5 i Iggy and the Stooges. Els seus escrits van proporcionar part del marc conceptual per als posteriors moviments punk i new wave que van sorgir a Nova York, Londres i altres llocs més tard durant la dècada.
El editors de Creem van ser ràpids per recollir aquests nous moviments i oferir una àmplia cobertura del fenomen. Bangs estava enamorat de la música noise de Lou Reed, i Creem va donar-li exposició, a més d'artistes com David Bowie, Roxy Music, Captain Beefheart, Blondie, Brian Eno i els New York Dolls, uns quants anys abans que la premsa de més tirada. Bangs va escriure l'assaig/entrevista "Let Us Now Praise Famous Death Dwarves" sobre Reed el 1975. Creem també va ser una de les primeres publicacions a donar una cobertura considerable a artistes de rock dur i metall com Motörhead, Kiss, Judas Priest i Van Halen .

### Carrera posterior
Després de deixar Creem el 1976, va escriure per a The Village Voice, Penthouse, Playboy, New Musical Express i moltes altres publicacions. Va guanyar un premi Grammy l'any 1984 per les seves notes sobre The Fugs Greatest Hits, volume 1.

## Mort
Bangs va morir a la ciutat de Nova York el 30 d'abril de 1982, als 33 anys. S'estava automedicant un cas greu de grip i accidentalment va prendre una sobredosi de dextropropoxifè (un analgèsic opioide), diazepam (una benzodiazepina) i NyQuil.
Sembla que Bangs estava escoltant música quan va morir. A principis d'aquell dia, havia comprat una còpia de Dare de la banda anglesa de synth-pop The Human League. Més tard aquella nit, un amic el va trobar estirat en un sofà del seu apartament, sense respondre. "Dare girava al tocadiscs i l'agulla estava enganxada a la ranura final," va escriure Jim DeRogatis a Let It Blurt, la seva biografia de Bangs.

## Estil d'escriptura i comentari cultural
La crítica de Bangs és plena de referències culturals, no només a la música rock sinó també a la literatura i la filosofia. El seu estil radical i de confrontació va influir en altres escriptors al punk rock i els moviments socials i polítics relacionats. En una entrevista de 1982, va dir:
 
Era intèrpret amb la seva pròpia banda, però també va col·laborar amb altres bandes alguns cops. En una ocasió, mentre la J. Geils Band tocava en concert, Bangs va pujar a l'escenari amb una màquina d'escriure i va procedir a mecanografiar una suposada ressenya de l'acte, a la vista del públic, tocant les tecles al ritme de la música.
El 1979, al The Village Voice, Bangs va escriure una peça sobre el racisme a l'escena de la música punk, anomenada "The White Noise Supremacists", on va tornar a examinar les seves pròpies accions i paraules, i les dels seus companys, a la llum d'algunes bandes que utilitzaven simbolisme nazi i altres discursos i imatges racistes, "pel seu efecte de xoc". Va arribar a la conclusió que generar indignació només per l'atenció no compensava el mal que estava causant als companys de la comunitat, i va expressar la seva vergonya personal per haver-se implicat ell mateix en aquests comportaments racistes. Va elogiar els esforços de grups activistes com Rock Against Racism i Rock Against Sexism com “un intent de simple decència per part de molta gent que es podria pensar que és massa jove i ingènua com per començar a apreciar les contradiccions.”

## Música
Bangs també era músic. El 1976, ell i Peter Laughner van gravar una improvisació acústica a l'oficina de Creem. L'enregistrament va incloure covers paròdics de cançons com "Sister Ray" i "Pale Blue Eyes”, ambdues de Velvet Underground.
El 1977, Bangs va enregistrar, com a solista, un senzill de vinil de 7" anomenat "Let It Blurt/Live", barrejat per John Cale i llançat el 1979.
L'any 1977, a la discoteca CBGB de Nova York, Bangs i el guitarrista Mickey Leigh, germà de Joey Ramone, van decidir formar una banda anomenada Birdland. Tot i que tots dos tenien les seves arrels en el jazz, volien crear un grup de rock and roll de la vella escola. Leigh va portar la seva banda post-punk, The Rattlers (David Merrill al baix; Matty Quick a la bateria). El dia d'enganyar de 1979, la banda es va colar als Electric Lady Studios per a una  sessió improvisada de gravació nocturna; l'estudi estava en renovació però Merrill estava ajudant i en tenia la clau. Birdland es va separar dos mesos després de la gravació. La cinta de casset de la sessió es va convertir en la mestra, mesclada per Ed Stasium i llançada per Leigh el 1986 com "Birdland" amb Lester Bangs. En una ressenya de l'àlbum, Robert Christgau li va donar un B-plus i va dir: "musicalment sempre va tenir els instints, i les paraules no eren cap problema".
El 1980, Bangs va viatjar a Austin, Texas, on va conèixer un grup de surf/punk rock, The Delinquents. A principis de desembre del mateix any, van gravar un àlbum com a grup anomenat "Lester Bangs and the Delinquents", titulat Jook Savages on the Brazos, publicat l'any següent.
El 1990, The Mekons van publicar l''EP FUN 90 amb la declamació de Bangs a la cançó "One Horse Town".

## A la cultura popular
- Bangs és esmentat al senzill de REM "It's the End of the World as We Know It”, del seu àlbum Document de 1987.
- Bangs és un personatge del conte "Dori Bangs" de Bruce Sterling en què Sterling imagina què hauria passat si Lester no hagués mort jove i hagués conegut l'artista Dori Seda.
- Bangs és el tema de la cançó de Scott B. Sympathy "Lester Bangs Stereo Ghost" a l'àlbum de 1992 Drinking With The Poet.
- Of Montreal mencionen Bangs a la seva cançó de 2003 "There Is Nothing Wrong With Hating Rock Critics".
- Els fragments d'una entrevista amb Lester Bangs van aparèixer als dos últims episodis del documental televisiu de 17 episodis de Tony Palmer All You Need Is Love: The Story of Popular Music.
- The Ramones esmenten el nom de Bangs a la seva cançó de 1981 "It's Not My Place".
- A la pel·lícula Almost Famous de l'any 2000, dirigida per Cameron Crowe (ell mateix un antic escriptor a Rolling Stone), Bangs és interpretat per l'actor Philip Seymour Hoffman com a mentor del protagonista de la pel·lícula William Miller. Bangs també és un personatge important a la versió musical escènica del 2019 de l'obra, interpretat per Rob Colletti.
- La cançó de 2003 de Buzzcocks "Lester Sands" és una referència codificada a Bangs. Escrita a la dècada de 1970, es va tornar a gravar i es va publicar a l'àlbum Buzzcocks del 2003.
- El 2018 es va estrenar una obra de teatre a l'Off-Broadway sobre Bangs, How to Be a Rock Critic, que es va representar a diversos llocs dels Estats Units. Va ser protagonitzada per Erik Jensen com a Bangs, i va ser dirigida per Jessica Blank, amb música de Steve Earle.

## Obra seleccionada

### Per Lester Bangs
- Ressenya de l'àlbum debut de l'MC5, Kick Out the Jams, la primera peça de Bangs per a Rolling Stone
- "How Long Will We Care?"  ("Quant de temps ens importarà?") Obituari d'Elvis Presley. The Village Voice, 29 d'agost de 1977
- "The Greatest Album Ever Made", revista Creem (1976), sobre l'àlbum de Lou Reed de 1975 Metal Machine Music
- "Stranded", (1979), sobre l'àlbum de 1968 Astral Weeks, de Van Morrison
- Blondie, Fireside Book, 1980. ISBN 0-671-25540-1, 91 p.
- Rod Stewart, Paul Nelson i Lester Bangs, Putnam Group, 1981.ISBN 978-0-933328-08-2, 159 p.
- Psychotic Reactions and Carburetor Dung: The Work of a Legendary Critic, escrits recopilats, Greil Marcus, ed. Anchor Press, 1987. (ISBN 0-679-72045-6 )
- Main Lines, Blood Feasts, and Bad Taste: A Lester Bangs Reader, escrits recopilats, John Morthland, ed. Anchor Press, 2003. (ISBN 0-375-71367-0 )

### Sobre Lester Bangs
- Let It Blurt: The Life and Times of Lester Bangs,  America's Greatest Rock Critic, biografia, Jim Derogatis. Broadway Books, 2000. (ISBN 0-7679-0509-1 ).
- How to Be a Rock Critic (Com ser un crític de rock), obra de teatre, Jessica Blank i Erik Jensen . Kirk Douglas Theatre, Steppenwolf Theatre Company, Public Theatre, més; 2015–2018.

### Obres que citen a Lester Bangs
- Please Kill Me: The Uncensored Oral History of Punk, Legs McNeil i Gillian McCain. Penguin Books, 1997. (ISBN 0-14-026690-9 ).